# Торнада (литература)
Торнада (окс. tornata — поворот) — завершающие строфы провансальской кансоны — самой распространённой жанровой разновидности лирики трубадуров. Кансона, состоявшая обыкновенно из пяти — семи строф замыкалась одной укороченной, а чаще всего — двумя строфами в три — четыре стиха. Завершающие строфы назывались торнадами и содержали указание на адресата кансоны и просьбу, обращённую к жонглёру или другу-конфиденту доставить послание по назначению. Позднее торнада получила название посылка (фр. envoi, нем. Gleit). Торнада перекликалась по ритмике и строению рифмы с завершающей (нисходящей) частью строф кансоны. Имя лица, которому направлялась кансона для сохранения тайны чаще всего скрывалось под «сеньялем», прозвищем.